# Pelophryne
Pelophryne é um gênero de sapos da família Bufonidae. Ele é endêmico em Filipinas, Bornéu, Malásia, Singapura e Ilhas Hainan na China.

## Espécies
| Nome Binomial e Autor                            | Nome Comum |
| ------------------------------------------------ | ---------- |
| Pelophryne albotaeniata Barbour, 1938            |            |
| Pelophryne api Dring, 1984                       |            |
| Pelophryne brevipes (Peters, 1867)               |            |
| Pelophryne guentheri (Boulenger, 1882)           |            |
| Pelophryne lighti (Taylor, 1920)                 |            |
| Pelophryne linanitensis Das, 2008                |            |
| Pelophryne macrotis (Boulenger, 1895)            |            |
| Pelophryne misera (Mocquard, 1890)               |            |
| Pelophryne murudensis Das, 2008                  |            |
| Pelophryne rhopophilius Inger and Stuebing, 1996 |            |
| Pelophryne signata (Boulenger, 1895)             |            |

## Ligações Externas
- Frost, Darrel R. 2007. Amphibian Species of the World: an Online Reference. Version 5.1 (10 October, 2007). Pelophryne[ligação inativa]. Electronic Database accessible at http://research.amnh.org/herpetology/amphibia/index.php. American Museum of Natural History, New York, USA. (Accessed: May 07, 2008).
- AmphibiaWeb: Information on amphibian biology and conservation. [web application]. 2008. Berkeley, California: Pelophryne. AmphibiaWeb, available at http://amphibiaweb.org/. (Accessed: May 07, 2008).
- eol - Encyclopedia of Life taxon Pelophryne[ligação inativa] at http://www.eol.org.
- ITIS - Integrated Taxonomic Information System on-line database Taxon Pelophryne at http://www.itis.gov/index.html. (Accessed: May 07, 2008).
- GBIF - Global Biodiversity Information Facility Taxon Pelophryne at http://data.gbif.org/welcome.htm